# Eartha Kitt

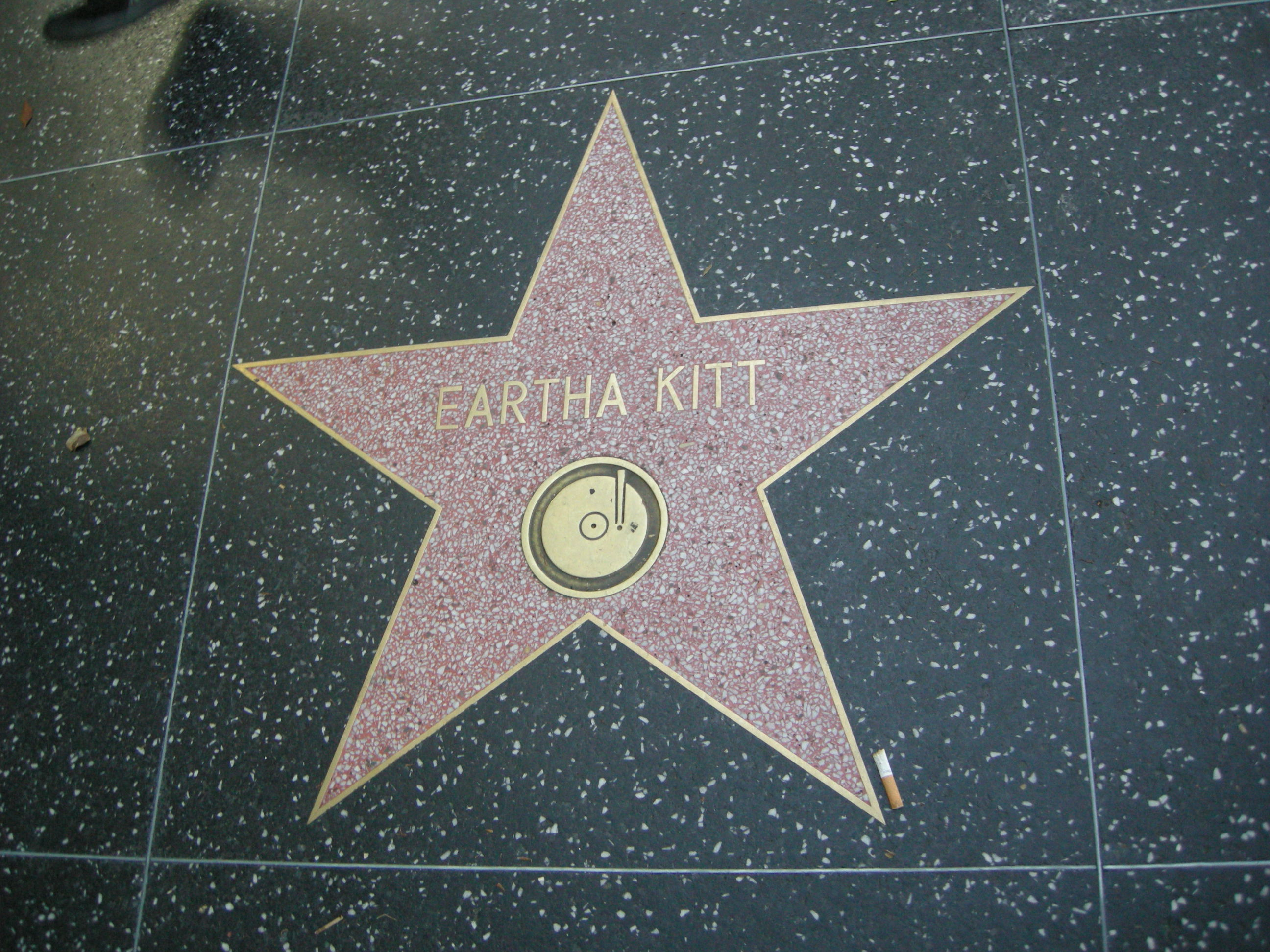
Paseo de las estrellas, Los Ángeles, Eartha Kitt

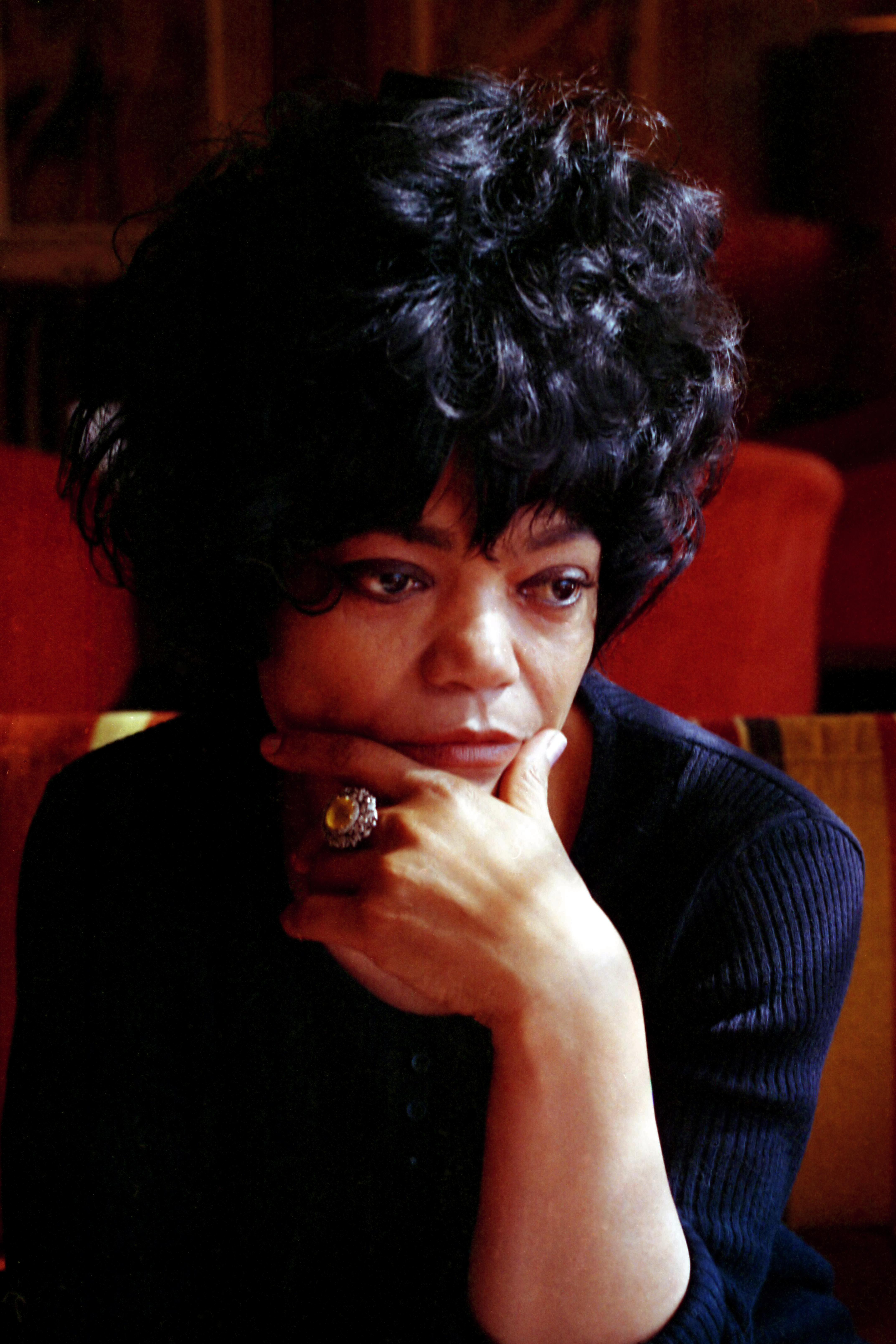
Eartha Kitt

Eartha Mae Kitt (North, Carolina del Sur, 17 de enero de 1927-Weston, Connecticut, 25 de diciembre de 2008) fue una actriz, cantante de jazz y estrella de cabaret estadounidense. Su carrera en el cine comenzó desde niña y se hizo famosa gracias a su carácter indómito. Se denominó a sí misma la primera material girl y se le considera antecesora de Diana Ross y Madonna. Desarrolló una amplia carrera discográfica y cinematográfica, llegando a participar fugazmente como Catwoman en la serie de televisión de los años sesenta Batman.
Inició su carrera en espectáculos de variedades y debutó en cine y teatro en 1948, medios en los que trabajó con múltiples figuras como Orson Welles, Sidney Poitier, Nat King Cole y Eddie Murphy. En su vejez hizo el doblaje para películas de dibujos animados y siguió participando en el cine hasta sus últimos años. Como cantante, muchas de sus canciones se hicieron famosas tanto en inglés como en francés, idioma que dominaba por sus actuaciones en Europa. Entre sus grabaciones más exitosas destacan «C’est si bon», «Love for sale», «Let’s do it», «Je cherche un homme» y sobre todo «Santa Baby» (1953), canción navideña que sería versionada por Madonna en 1987. Su faceta musical repuntó a mediados de los años ochenta con canciones de dance como «Where is my man». 

## Biografía
Eartha Kitt, hija de Annie Mae Keith (más tarde Annie Mae Riley), nació el 17 de enero de 1927 en North (Carolina del Sur), una antigua región esclavista de Estados Unidos de América. Las circunstancias que marcaron su niñez (la esclavitud, el maltrato y la ausencia de un padre reconocido) forjaron su carácter vigoroso, temperamental y rebelde por el cual fue conocida. Desarrolló una larga carrera en Estados Unidos y Europa manteniéndose activa prácticamente hasta sus últimos días, cuando murió a causa de cáncer de colon.

### Niñez
Nació con el nombre de Eartha Mae Keith en una plantación de algodón en North, un pequeño pueblo cerca de Columbia en el condado de Orangeburg (Carolina del Sur). Su padre era blanco, de antepasados alemanes y holandeses, y su madre afroamericana, de antepasados africanos y cheroqui. Según afirmó la misma Eartha, nació como fruto de una violación, su madre fue forzada por uno de los amos de la granja donde trabajaba. 
Ella fue criada por su tía Anna Mae Riley quien la engañó haciéndole creer que era su madre, luego fue entregada, según cuenta ella, como esclava a una familia de la que recibió maltratos y abusos. Al morir su tía, Eartha fue enviada a Nueva York para que se reuniese con su madre real: Mamie Kitt. No llegó a conocer a su padre quien debía ser hijo de los amos de la plantación donde nació. Se considera que este dato pudo haber sido manipulado mediáticamente más adelante, en algunos obituarios publicados con motivo de su muerte que afirman que el padre de Eartha Kitt era «un pobre cultivador de algodón».

### Primeros años como actriz: con Orson Welles y Sidney Poitier
Eartha Kitt debutó artísticamente como bailarina en la compañía de espectáculos de Katherine Dunham y llegó a actuar ante la familia real británica en 1948. En ese mismo año debutó en el cine con la película Casbah y obtuvo su primer papel protagonista gracias a Orson Welles, encarnando a Helena de Troya en un montaje teatral de Fausto. 
En 1952 participó con dos canciones en un musical teatral: New Faces of 1952 que sería llevado al cine por la 20th Century Fox como New Faces (1954). Posteriormente protagonizó otro musical de Broadway: Shinbone Alley, donde volvió a colaborar con Orson Welles. Fue entonces cuando se rumoreó sobre un romance entre ellos, cosa que Kitt negaría a la revista Vanity Fair en 2001.
En 1958, Eartha Kitt filmó The mark of the Hawk con Sidney Poitier y St. Louis Blues junto a Nat King Cole. Durante los años siguientes siguió trabajando en cine y en espectáculos nocturnos.

### De Catwoman al «destierro»
En 1964, Eartha colaboró en la apertura del teatro Circle Star en San Carlos, California, y aumentó su fama al ser elegida para el papel de Catwoman en la serie televisiva Batman. Su elección se produjo para sustituir a Julie Newmar, pero debido a su color de piel no fue bien recibida por el público y grabó solo tres episodios. A pesar de su rápida exclusión de la serie, Eartha se hizo muy conocida por su risa y por su áspero rugido.
En 1968, Eartha Kitt vivió un serio revés profesional a raíz de un incidente durante un banquete en la Casa Blanca al que fue invitada, ahí la esposa del presidente Lyndon B. Johnson le preguntó su opinión sobre la guerra de Vietnam, a lo que ella respondió: «Ustedes están enviando a los mejores de este país a que les maten de un tiro». La primera dama rompió a llorar y Eartha fue tan duramente criticada que tuvo que exiliarse por unos años para subsistir profesionalmente.[cita requerida].

### De Broadway a la música disco
Eartha mantuvo su popularidad y su nombre fue incluido en un famoso sketch de los Monty Python. Regresó con un éxito rotundo a Broadway en 1978 con el espectáculo Timbuktu!, versión del clásico Kismet ambientado en África. 
En 1984, Eartha Kitt regresa a las listas de éxitos musicales con la canción disco «Where is my man», primer disco de oro de su carrera que llegó a la posición 7 en la lista Billboard dance. La canción era un anticipo del álbum I love men, que fue muy bien recibido por el público gay, a lo que ella correspondió con actuaciones benéficas para la lucha contra el sida. En 1989 grabó otro éxito bailable, «Cha-cha heels» con participación de Bronski Beat, una canción inicialmente pensada para Divine.[cita requerida].

### Últimos años: con Eddie Murphy y Vanessa Williams
En 1992, Eartha Kitt reapareció en el cine con la comedia Boomerang, protagonizada por Eddie Murphy. A finales de esa década encarnó a la Bruja del Este en un montaje de El mago de Oz y en el año 2000 regresó a Broadway con la obra The wild party junto a grandes nombres como Mandy Patinkin (La princesa prometida) y Toni Collette (The Sixth Sense).
Posteriormente Eartha participó en un montaje de Cenicienta que recorrió Estados Unidos y en 2003 sustituyó a Chita Rivera en el musical Nine, que años más tarde fue llevado al cine (2008) por Rob Marshall, con un gran repertorio de estrellas. En 2004, Eartha repitió su papel en Cenicienta para un montaje especial en el Lincoln Center de Nueva York. 
Paralelamente, Eartha Kitt realizó trabajos de locución tanto para radio como en voces de varios personajes. En 1994, interpretó a la serpiente Kaa en una adaptación de El libro de la selva para el canal radiofónico de la BBC. También participó en una película de dibujos animados de Disney, The Emperor’s New Groove, que le reportó un premio Annie, repitió el personaje de Yzma en la secuela Kronk’s New Groove y en la serie para televisión creada como spin-off: The Emperor`s New School. Gracias a ella, ganó dos premios Annie más en 2007 y 2008.  
En 2006, participó en un musical del Off-Broadway llamado Mimi le Duck y al año siguiente tuvo un papel secundario en la película And then came love protagonizada por Vanessa Williams. 
No abandonó su faceta discográfica ni en sus últimos años. Su álbum Thinking jazz incluía una versión del clásico «Smoke gets in your eyes»; en una edición posterior, este disco incluyó una versión muy agresiva de «Yesterdays». En 2008, se publicó un disco con su actuación en directo en el Festival de Jazz de Cheltenham celebrado pocos meses antes, tenía entonces 80 años.
En agosto de 2007, fue imagen de la firma de cosméticos MAC y regrabó la canción «Smoke gets in your eyes» que se publicó en la página web de dicha firma.

## Vida privada

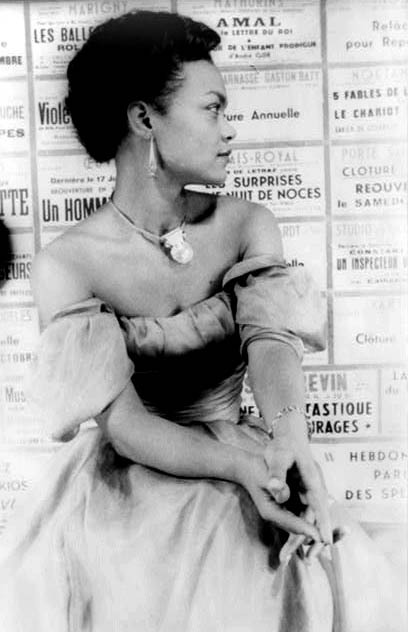
Retrato de Eartha Kitt

Eartha Kitt vivió romances con el magnate de los cosméticos Charles Revson y con un heredero del mundo bancario, John Barry Ryan III. Su afición por el lujo y los hombres millonarios la llevó a decir que era «la primera 'material girl'», antes que Madonna hiciese famoso tal término en su canción de 1984. 
Eartha se casó con John William McDonald, socio de una empresa inmobiliaria, el matrimonio duró cinco años (1960-65). Juntos tuvieron una hija, Kitt, la única que tendría Eartha.
Tras residir durante muchos años en una granja en New Milford, Connecticut, Eartha se mudó a Pound Ridge, Nueva York y en 2002 regresó a Connecticut, al pueblo de Weston, para vivir cerca de la familia de su hija.
Kitt escribió tres autobiografías: Thursday’s child (1956), Alone with me (1976) y I’m still here: Confessions of a sex kitten (1989).

## Filmografía
| Año     | Película                                                                                            | Papel                           | Notas |
| ------- | --------------------------------------------------------------------------------------------------- | ------------------------------- | --- |
| 1948    | Casbah                                                                                              | No acreditado                   | |
| 1949-51 | Desconocido                                                                                         | Desconocido                     | Según las notas originales de la carátula de That Bad Bertha, su primer lanzamiento musical en el Reino Unido, durante su estancia en París antes de que volviera al Reino Unido en 1951, participó en dos películas. En este momento, sólo una de estas películas es conocida. |
| 1951    | Parigi è sempre Parigi (Paris es siempre Paris)                                                     | Cantante de cabaret, ella misma | Según las notas originales de la carátula de That Bad Bertha, su primer lanzamiento musical en el Reino Unido, durante su estancia en París antes de que volviera al Reino Unido en 1951, participó en dos películas. En este momento, sólo una de estas películas es conocida. |
| 1954    | New Faces (Caras nuevas)                                                                            | Ella misma                      | Primer papel reconocido en una película; lanzó su carrera principal |
| 1957    | The Mark of the Hawk (La marca del halcón)                                                          | Renee                           | |
| 1958    | St. Louis Blues (Blues de St. Louis)                                                                | Gogo Germaine                   | |
| 1959    | Anna Lucasta                                                                                        | Anna Lucasta                    | |
| 1961    | Saint of Devil's Island (Santo de la Isla del Diablo)                                               | Annette                         | |
| 1965    | Uncle Tom's Cabin (La cabaña de Tío Tom)                                                            | Cantante (no acreditada)        | |
| 1965    | Synanon                                                                                             | Betty                           | |
| 1971    | Up the Chastity Belt (Encima del cinturón de castidad)                                              | Scheherazade                    | |
| 1975    | Friday Foster                                                                                       | Madame Rena                     | |
| 1979    | Butterflies in Heat (Mariposas en celo)                                                             | Lola                            | |
| 1982    | All by Myself: The Eartha Kitt Story (Sola yo: La historia de Eartha Kitt) (documental)             | Ella misma                      | |
| 1985    | The Serpent Warriors (Los guerreros serpientes)                                                     | Sacerdotisa serpiente           | |
| 1987    | Master of Dragonard Hill (Maestro del cerro Dragonard)                                              | Naomi                           | |
| 1987    | Dragonard                                                                                           | Naomi                           | |
| 1987    | The Pink Chiquitas (Las chiquitas rosadas}                                                          | Betty/El meteoro (voz)          | |
| 1989    | Erik el Vikingo                                                                                     | Freya                           | |
| 1990    | Living Doll (Muñeca viviente)                                                                       | Sra. Swartz                     | |
| 1991    | Ernest Scared Stupid                                                                                | La Vieja Hackmore               | |
| 1992    | Boomerang                                                                                           | Lady Eloise                     | |
| 1993    | Fatal Instinct                                                                                      | Jueza de la causa               | |
| 1995    | Unzipped (Desabrochado) (documental)                                                                | Ella misma                      | |
| 1996    | Harriet the Spy (Harriet la espía)                                                                  | Agatha K. Plummer               | |
| 1997    | Ill Gotten Gains (Ganancias ilícitas)                                                               | The Wood (voz)                  | |
| 1998    | I Woke Up Early The Day I Died (Desperté temprano el día que morí)                                  | Líder de culto                  | |
| 1998    | Jungle Book: Mowgli's Story (El libro de la selva: historia de Mowgli)                              | Bagheera (voz)                  | |
| 2000    | The Emperor's New Groove                                                                            | Yzma (voz)                      | - Ganó: Annie Award a mejor doblaje en un filme animado por una actriz - Nominada: Black Reel Award a mejor actriz |
| 2002    | The Making and Meaning of We Are Family (El hacer y el significado de «Somos familia») (documental) | Ella misma                      | |
| 2002    | The Sweatbox (Caja de sudor) (documental)                                                           | Ella misma                      | |
| 2003    | Holes                                                                                               | Madame Zeroni                   | |
| 2005    | Preaching to the Choir                                                                              | Sra. Nettie                     | |
| 2005    | Kronk's New Groove                                                                                  | Yzma (voz)                      | |
| 2007    | And Then Came Love                                                                                  | Mona                            | Último papel en una película |

## Televisión
| Año       | Título                                                                                                  | Episodio                                                                                   | Papel                        | Notas |
| --------- | --- | ------------------------------------------------------------------------------------------ | ---------------------------- | --- |
| 1965      | I Spy                                                                                                   | «The Loser»                                                                                | Ángel                        | Nominada: Primetime Emmy a la mejor actriz principal en una miniserie o telefilm                                                          |
| 1967      | Misión: Imposible                                                                                       | «The Traitor»                                                                              | Tina Maria                   | |
| 1967-1968 | Batman                                                                                                  | «La Gatúbela mejor vestida» «Las fantásticas felonías felinas» «Gatúbela cae en la trampa» | Catwoman (Gatúbela)          | |
| 1972      | Lieutenant Schuster's Wife) (telefilm)                                                                  |                                                                                            | Lady                         | |
| 1974      | The Protectors                                                                                          | «A Pocketful of Posies"                                                                    | Carrie Blaine                | |
| 1978      | La mujer policía                                                                                        | «Tigress»                                                                                  | Amelia                       | |
| 1978      | To Kill a Cop (telefilm)                                                                                |                                                                                            | Paula                        | |
| 1983      | A Night on the Town (telefilm)                                                                          |                                                                                            |                              | |
| 1985      | Miami Vice                                                                                              | «Whatever Works»                                                                           | Sacerdotisa Chata            | |
| 1989      | After Dark (Después del anochecer)                                                                      | «Rock Bottom?»                                                                             |                              | Aparición prolongada en un programa de discusión                                                                                          |
| 1993      | Jack's Place                                                                                            | «The Seventh Meal"                                                                         | Isabel Lang                  | |
| 1993      | Matrix                                                                                                  | «Moths to a Flame»                                                                         | Sister Rowena                | |
| 1994      | Fantasma del Espacio de costa a costa                                                                   | «Batmantis»                                                                                | Ella misma                   | |
| 1995      | The Magic School Bus                                                                                    | «Going Batty»                                                                              | Sra. Franklin (voz)          | |
| 1995      | New York Undercover (Nueva York encubierto)                                                             | «Student Affairs»                                                                          | Sra. Stubbs                  | |
| 1995      | Living Single (Viviendo soltera)                                                                        | «He Works Hard for the Money»                                                              | Jacqueline Richards          | Nominada: NAACP Image Award para Mejor Actriz de Soporte en una serie de Comedia                                                          |
| 1996      | The Nanny                                                                                               | «A Pup in Paris»                                                                           | Ella misma                   | |
| 1998      | Los Thornberrys                                                                                         | «Flood Warning»                                                                            | Leona #1 (voz)               | |
| 1999      | The Famous Jett Jackson                                                                                 | «Field of Dweebs»                                                                          | Albertine Whethers           | |
| 2000      | Happily Ever After: Fairy Tales for Every Child (Felices para siempre: Cuentos de hadas para cada niño) | «The Snow Queen»                                                                           | La reina de las nieves (voz) | |
| 2000      | Welcome to New York (Bienvenidos a Nueva York)                                                          | «The Car» «Jim Gets a Car»"                                                                | June                         | |
| 2001      | Orgullo de raza (telefilm)                                                                              |                                                                                            | Lola Dede                    | |
| 2001      | Santa, Baby! (telefilm)                                                                                 |                                                                                            | Emerald (voz)                | |
| 2005      | Escape from Cluster Prime (telefilm)                                                                    |                                                                                            | Vexus (voz)                  | |
| 2005      | My Life as a Teenage Robot                                                                              | 7 episodios                                                                                | La reina Vexus (voz)         | |
| 2006-2008 | The Emperor's New School                                                                                |                                                                                            | Yzma (voz)                   | - Ganó: Annie Award para Mejor Doblado en un Producto Televiso Animado - Ganó: Premio Emmy para Mejor Intérprete en Programa de Animación |
| 2007      | American Dad!                                                                                           | «Dope & Faith»                                                                             | Pitonisa (voz)               | |
| 2009      | Las mascotas maravilla                                                                                  | «Save the Cool Cat and the Hip Hippo / Tuck and Buck»                                      | Cool Cat (voz)               | Ganó: Premio Emmy para Mejor Intérprete en Programa de Animación                                                                          |
| 2010      | The Simpsons                                                                                            | «Once Upon a Time in Springfield»                                                          | Ella misma (voz)             | Emitido después de su fallecimiento |

## Teatro
| Año     | Título                                                                           | Ubicación                                                                                       | Papel                                               | Notas |
| ------- | -------------------------------------------------------------------------------- | ----------------------------------------------------------------------------------------------- | --------------------------------------------------- | --- |
| 1945    | Blue Holiday (Festivo azul) (varieté)                                            | Broadway (Teatro Belasco)                                                                       | Artista                                             | Como miembro del Katherine Dunham Troupe |
| 1945    | Carib Song (Canción caribe)                                                      | Broadway (Teatro Adelplhi)                                                                      | Artista                                             | Como miembro del Katherine Dunham Troupe |
| 1946    | Bal Nègre                                                                        | Broadway y Europa                                                                               | Artista                                             | Como miembro del Katherine Dunham Troupe |
| 1946    | Desconocido                                                                      | México                                                                                          | Artista                                             | Como miembro del Katherine Dunham Troupe, que fue contratado por el Teatro Americano por más que dos meses                                                                 |
| 1948    | Caribbean Rhapsody (Rapsodia caribe)                                             | Teatro del Príncipe de Gales (en el West End de Londres) y Teatro de los Campos Elíseos (Paris) | Corista                                             | Como miembro del Katherine Dunham Troupe |
| 1949-50 | Desconocido                                                                      | Carroll's Niterie, Paris                                                                        | Su misma, Artista                                   | Su primer espectáculo como protagonista; es donde Orson Welles le descubrió                                                                                                |
| 1950    | Time Runs (El tiempo corre)                                                      | Paris                                                                                           | Helena de Troya                                     | En un segmento basado en el segundo parte de Faust; representado por «Hungry Little Trouble»; escrito por Duke Ellington; elegida como el papel por Orson Welles           |
| 1950    | An Evening With Orson Welles (Un tarde con Orson Welles)                         | Frankfurt                                                                                       | Helena de Troya                                     | En un segmento basado en el segundo parte de Faust; representado por «Hungry Little Trouble»; escrito por Duke Ellington; elegida como el papel por Orson Welles           |
| 1951    | Doctor Fausto                                                                    | Paris                                                                                           | Helena de Troya                                     | con Orson Welles |
| 1952    | New Faces of 1952 (Nuevas caras de 1952)                                         | Broadway                                                                                        | Polinesia, bailador destacada y cantante destacada  | |
| 1954    | Mrs. Patterson                                                                   | Broadway                                                                                        | Theodora (Teddy) Hicks                              | Producción original de Broadway |
| 1957    | Shinbone Alley (Callejón Shinbone)                                               | Broadway                                                                                        | Mehitabel                                           | Producción original de Broadway |
| 1959    | Jolly's Progress (El progresso de Jolly)                                         | Broadway                                                                                        | Jolly Rivers                                        | |
| 1965    | The Owl and the Pussycat (El búho y el gatito)                                   | Tour nacional en los EE. UU.                                                                    | Artista                                             | |
| 1967    | Peg                                                                              | Regional (EE. UU.)                                                                              |                                                     | |
| 1970    | The High Bid (La oferta alta)                                                    | London                                                                                          | Artista                                             | |
| 1972    | Bunny (Conejito)                                                                 | London                                                                                          | Artista                                             | |
| 1974    | Bread and Beans and Things (Pan y frijoles y cosas)                              | Teatro Aquarius                                                                                 | Artista                                             | |
| 1976    | A Musical Jubilee (Un aniversario musical)                                       | Tour nacional en los EE. UU.                                                                    | Artista                                             | |
| 1978    | Timbuktu!                                                                        | Broadway                                                                                        | Shaleem-La-Lume                                     | Nominada: Premio Tony a la mejor actriz principal en un musical |
| 1980    | Cowboy and the Legend (Vaquero y la leyenda)                                     | Regional (EE. UU.)                                                                              | Artista                                             | |
| 1982    | New Faces of 1952 (Resurgimiento)                                                | Off-Off-Broadway                                                                                | Polinesia, Bailadora destacada y cantante destacada | |
| 1985    | Blues in the Night (Blues en la noche)                                           | Tour nacional en los EE. UU.                                                                    | Artista                                             | |
| 1987    | Follies (resurgimineto de Londres)                                               | London                                                                                          | Carlotta Campion                                    | Sustitución para Dolores Gray |
| 1989    | Aladdin                                                                          | Teatro palacial, Mánchester                                                                     | Artista                                             | |
| 1989    | Eartha Kitt in Concert (Ertha Kitt en concierto)                                 | London                                                                                          | Artista                                             | |
| 1994    | Yes (Sí)                                                                         | Edinburgh                                                                                       | Artista                                             | |
| 1995    | Sam's Song (Canción de Sam)                                                      | Iglesia Unitariana de Todas Almas en Nueva York                                                 | Artista                                             | Concierto benéfico |
| 1996    | Lady Day at Emerson's Bar and Grill (La Sra. Day en el bar y parilla de Emerson) | Chicago                                                                                         | Artista                                             | |
| 1998    | El mago de Oz (resurgimiento)                                                    | Tour nacional en los EE. UU.                                                                    | Artista                                             | |
| 2000    | The Wild Party (La fiesta salvaje)                                               | Broadway                                                                                        | Delores                                             | Producción original de Broadway - Nominada: Premio Tony a la mejor actriz de reparto en un musical - Nominada: Drama Desk Award a la mejor actriz de reparto en un musical |
| 2000    | Cinderella                                                                       | Madison Square Garden y un tour nacional en los EE. UU.                                         | Hada madrina                                        | |
| 2003    | Nine (Nueve)                                                                     | Broadway                                                                                        | Liliane la Fleur                                    | Sustitución para Chita Rivera |
| 2004    | Cinderella (resurgimiento de New York City Opera)                                | David H. Koch Theater                                                                           | Hada madrina                                        | |
| 2006    | Mimi le Duck (Mimi la pata)                                                      | Off-Off-Broadway                                                                                | Madame Vallet                                       | |
| 2007    | All About Us (Todo sobre nosotros)                                               | Westport Country Playhouse en Westport, Connecticut, EE. UU.                                    | Artista                                             | |